# Kodomo no me
Kodomo no me (子供の眼) è un film del 1956 diretto da Yoshirô Kawazu.